# Louis Marie de Narbonne-Lara
Pour les articles homonymes, voir Narbonne (homonymie).
Louis-Marie-Jacques-Amalric de Narbonne-Lara, vicomte de Narbonne-Lara, né à Colorno le 23 août 1755, mort à Torgau le 17 novembre 1813, est un général français.

## Enfant naturel de Louis XV
Il est né à Colorno dans le Parme, Plaisance et Guastalla, dans une famille distinguée. Il est le frère cadet du duc de Narbonne-Lara et le neveu de Mgr de Narbonne-Lara.
Sa mère, Françoise (née de Chalus) (1734-1821) dame d'honneur de Madame Adélaïde, fille de Louis XV, fut une des maîtresses du roi dès 1749. En 1750, elle fut mariée à Jean-François de Narbonne-Lara (né à Aubiac le 27 décembre 1718, et mort à Agen le 12 août 1806 où il habitait dans l'hôtel Lacépède depuis 1801), comte de Narbonne-Lara, puis duc de Narbonne-Lara en 1780, maréchal des camps et armées du Roi, gentilhomme de l'infant-duc de Parme, Plaisance et Guastalla en 1758 et commandant dans le Haut-Languedoc, de 16 ans plus âgé qu'elle. D'après des documents conservés au ministère des armées (datés de 1746), M. de Narbonne était dans l’impossibilité de procréer (ces documents indiquant qu’il eut une partie de la verge emportée par un coup de pistolet lors de combats, et un seul testicule). Il ne fut pas le père biologique de ses deux enfants.
Plusieurs auteurs récents considèrent que Louis-Marie de Narbonne-Lara est un enfant naturel de Louis XV , (et peut-être aussi son frère aîné le duc de Narbonne-Lara). La mère et le père officiel furent envoyés à Parme où régnait le gendre du roi pour que l'accouchement puisse se dérouler de manière discrète afin de préserver la réputation du souverain et l'honneur du mari.

## Débuts de carrière
Il fait ses études chez les Oratoriens au collège de Juilly. Il entre ensuite dans l'armée, d'abord dans l'artillerie puis chez les dragons. Il y brûle les étapes, devenant capitaine à 18 ans puis colonel à 28. Le ministre des Affaires étrangères Vergennes le repère alors et en fait un de ses secrétaires. À la mort du ministre, il reprend du service et devient en 1789 colonel du régiment de Piémont.

## Sous la Révolution
Au début de la Révolution, il embrasse les idées nouvelles et se lie à des nobles libéraux tels que le duc d'Aiguillon. En 1790, alors qu'il se trouve en garnison à Besançon, il parvient à maintenir l'ordre malgré des troubles et est nommé commandant en chef de la garde nationale du Doubs. Il revient toutefois à Paris, où il devient célèbre en étant l'amant de Madame de Staël. En 1791, Narbonne accompagne à Rome les tantes de Louis XVI : Mesdames Adélaïde et Victoire, ses supposées demi-sœurs.
Nommé le 4 septembre 1791, par le roi, maréchal de camp, il devient ministre de la guerre le 6 décembre 1791. Ni Louis XVI ni Marie-Antoinette ne l'apprécient, mais sa nomination doit barrer la route à La Fayette que la famille royale déteste. En vue de la guerre prochaine, Narbonne visite les frontières du royaume pendant son ministère, et fait à la suite de ce voyage un brillant rapport à l’Assemblée législative sur les ressources militaires de la France ; il organise trois armées sous les ordres des généraux Rochambeau, Luckner et La Fayette. Cependant, il ne cesse d'être attaqué par les brissotins et les députés cordeliers comme Chabot. Au sein du ministère, il est la cible des royalistes comme Bertrand de Molleville. Celui-ci obtient son renvoi le 9 mars 1792.
Le comte rejoint alors l'Armée de l'est puis l'état-major de Luckner à Strasbourg. Il est promu lieutenant général le 22 mai 1792. Au cours de l'été 1792, il intrigue auprès du roi pour retrouver son ministère. Il revient pour cela à Paris et assiste à la Journée du 10 août 1792 aux côtés de Louis XVI. Décrété d’accusation le 14 août 1792, il émigre à Londres avec l'aide de Madame de Staël. De là il écrit à la Convention pour lui demander un sauf-conduit afin de venir assumer sa part de responsabilité dans les actes du gouvernement de Louis XVI. Cette dangereuse faveur lui est refusée. L'Angleterre étant entrée en guerre contre la France, il passe en Suisse puis en Allemagne, à Hambourg. 
En 1797 il tente de faire rayer son nom de la liste des émigrés avec l'aide de ses amis comme Mathieu Dumas, mais le Coup d'État du 18 fructidor an V lui ôte tout espoir. Le sénat de Hambourg ordonne même son expulsion.

## Sous le Premier Empire
Enfin rayé de la liste des émigrés après le 18 Brumaire, il rentre en France en 1801. Napoléon Ier le réintègre dans l'armée le 24 juin 1809 avec le grade de général de division. Narbonne obtient les postes de gouverneur de Trieste puis d'ambassadeur à Munich. Il est élevé à la dignité de comte d'Empire le 23 décembre 1810, puis reçoit la croix d'officier de la Légion d'honneur le 30 juin 1811. Il fait la campagne de Russie en qualité d’aide-de-camp de l'empereur. En 1813, il est envoyé comme ambassadeur à Vienne. Il s'arrête à Prague en compagnie de Fouché afin de mener des négociations avec Metternich.
L'échec de la conférence entraîne son rappel par Napoléon qui lui confie le commandement de la place de Torgau, en Saxe.
C'est là qu'il meurt le 17 novembre 1813, des suites d'une chute de cheval.

## Postérité
Il épouse à Paris le 16 avril 1782, Marie-Adélaïde de Montholon (née à Mâcon le 16 octobre 1767 - morte le 9 janvier 1848), dont il a deux enfants:
- Louise-Amable-Rion-Françoise de Narbonne-Lara, (née le 25 mai 1786 - morte en 1849), épouse Hermano José Braamcamp de Almeida Castelo-Branco (né à Lisbonne, Carnide, Quinta da Luz, le 16 septembre 1775 - mort à Lisbonne le 2 février 1846), deuxième baron, premier vicomte et premier comte de Sobral, dont deux filles.
- Marie-Adélaïde-Charlotte de Narbonne-Lara, (née à Belleville le 11 mai 1790 - morte à Champgrenon le 31 mai 1856), épouse en 1809 Claude-Philibert Barthelot, comte de Rambuteau.

## Enfants illégitimes
Il a également deux enfants naturels:
- Louis-Jean-Amalric de Narbonne-Lara, avec l'actrice Jeanne Pitrot-Verteuil.
- Louise Amalric Contat, avec l'actrice Louise-Françoise Contat. Celle-ci épouse le 2 décembre 1811 Jean Frédérik Abbéma.

Il est également vraisemblable qu'il soit le père des deux fils de la baronne Germaine de Staël :
- Louis-Auguste de Staël (1790-1827), sans postérité
- Albert de Staël (1792-1813), sans postérité.

## Anecdote
Il avait une ressemblance physique frappante avec Louis XV de France qui le comblait de faveurs, et le jeune Louis Marie de Narbonne-Lara n'hésitait pas à faire savoir qu'il était le fils naturel du vieux roi.